# Жуштеш
Жуштеш (порт. Justes)  —  населённый пункт и район в Португалии,  входит в округ Вила-Реал. Является составной частью муниципалитета  Вила-Реал. По старому административному делению входил в провинцию Траз-уж-Монтиш и Алту-Дору. Входит в экономико-статистический  субрегион Доуру, который входит в Северный регион. Население составляет 432 человека на 2001 год. Занимает площадь 8,64 км².
Покровителем района считается Мария Магдалина (порт. Santa Maria Madalena). 

## История
Район основан в 1956 году